# Gustaf Gründgens
Gustaf Gründgens (Düsseldorf, 22 de dezembro de 1899 — Manila, 7 de outubro de 1963) foi um dos actores alemães mais conhecidos do século XX. O seu papel mais conhecido foi como Mephistopheles em Fausto, filme que dirigiu baseado na obra de Goethe.
Gründgens esteve também envolvido num dos escândalos literários mais famosos do século XX, como sujeito de um livro de Klaus Mann, filho de Thomas Mann, que escreveu um romance chamado Mephisto, o qual é relato quase aberto da vida de Gründgens. O livro retrata-o como o principal personagem, tendo ligações nebulosas com altos oficiais do regime nazi. Seguiu-se um processo judiciário, no qual se discutiu a fronteira entre difamação e liberdade de ficção. A relação entre eles era ainda mais complicada porque Gründgens foi casado com Erika Mann, irmã de Klaus, e os três trabalharam no teatro juntos, e ambos os homens eram homossexuais (um tema evitado no romance).
Sepultado no Cemitério de Ohlsdorf.